# Dangerous (Roxette)

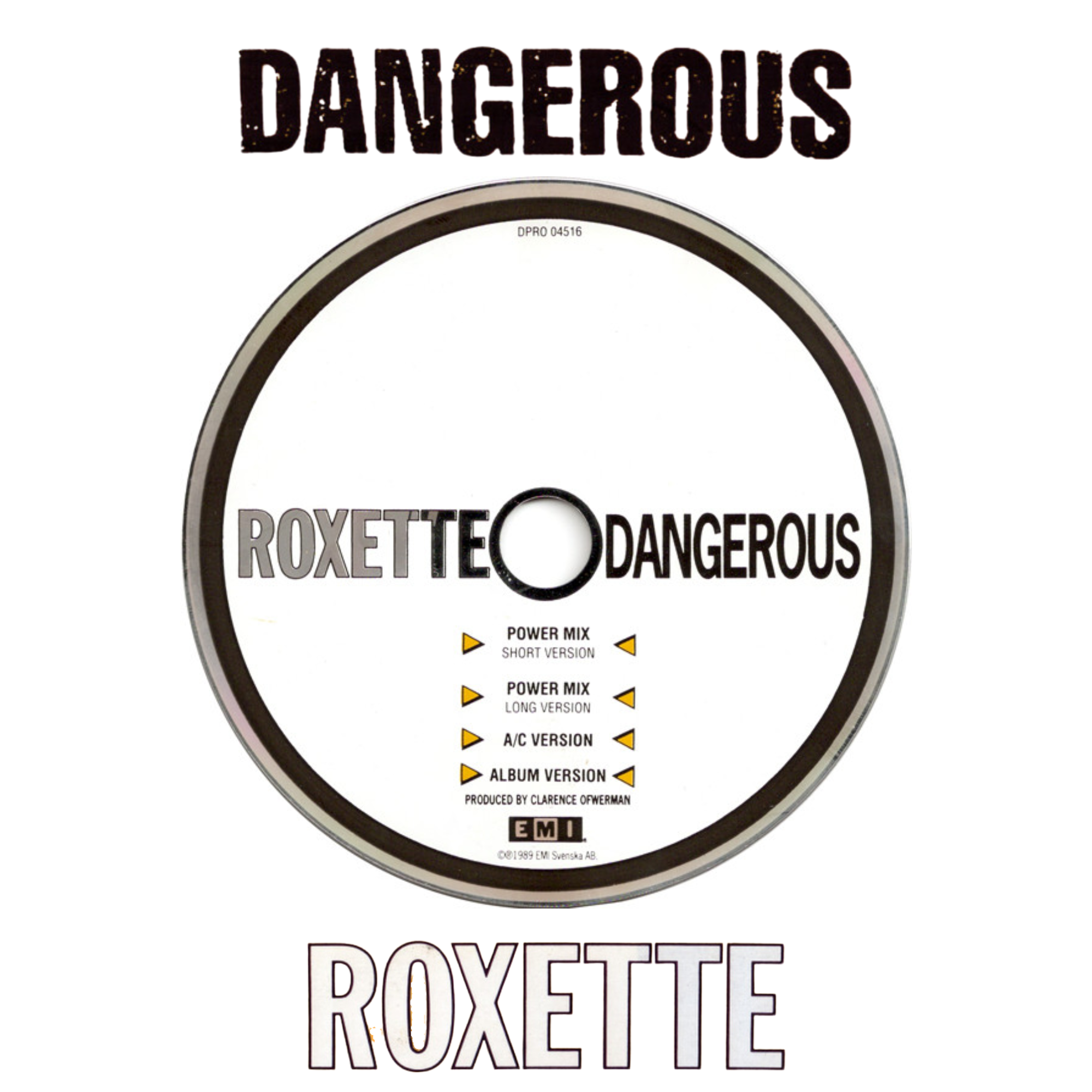

Dangerous è un singolo del duo svedese Roxette, pubblicato nel 1989 come quinto estratto dall'album Look Sharp!.
Il brano, scritto da Per Gessle, è stato il terzo singolo a comparire nella top ten Billboard Hot 100, dove rimase per due settimane alla seconda posizione nel febbraio 1990.
Contiene un campionamento del brano di Paula Abdul Opposites Attract.

## Lista tracce
CD Single
1. Dangerous (7" Version) - 3:46
2. Surrender (Live) - 3:12

CD Maxi
1. Dangerous (7" version)
2. Dangerous (waste of vinyl 12" -mix)
3. Surrender (live)
4. Joy Of a Toy (live)

## Classifiche
| Classifica (1989) | Posizione più alta |
| ----------------- | ------------------ |
| Svizzera          | 10                 |
| Austria           | 8                  |
| Svezia            | 9                  |
| Australia         | 9                  |
| Billboard Hot 100 | 2                  |